# Eva de Boer
Eva de Boer (Rotterdam, 1982) is een Nederlands televisiepresentator en redacteur. Daarnaast werkt zij als voice-over / stemacteur.

## Leven en werk
Eva de Boer studeerde Communicatie- en Informatiewetenschappen en Film- en Televisiewetenschappen aan de Universiteit Utrecht.
Voor de Universiteit Utrecht werkte zij mee aan de documentaire Een vluchtige geschiedenis: Joodse migratieroutes naar Nederland gezien door de ogen van Sefardische en Asjkenazische afstammelingen ter ere van de Europese Dag van het Joods Cultureel Erfgoed. Bij de Nicolaas Pierson Foundation, het wetenschappelijk bureau van de Partij voor de Dieren, werkte zij mee aan en hield interviews voor de film Meat the Truth.
Voor Natuur & Milieu maakte zij de Klimaatgids I en II, met tips over energiebesparing. Hiervoor werkte zij samen met tientallen cartoonisten en striptekenaars uit Nederland en België. Ook was zij betrokken bij diverse campagnes en acties, waaronder de Nacht van de Nacht, de Klimaatquiz, Klimaatlessen voor kinderen en Zaagselvrij.
Als presentator / redacteur vergaarde en presenteerde zij tot eind 2015 het nieuws voor het KRO-NCRV–themakanaal / on-demand platform NPO Spirit: on-demand op npospirit.nl, op NPO 2 en op NPO Nieuws. Sinds 2017 is zij redacteur bij RTV Utrecht.
Eva de Boer is een dochter van journaliste en presentatrice Marga van Arnhem.